# Zeytinköy, Selçuk
Zeytinköy là một xã thuộc huyện Selçuk, tỉnh İzmir, Thổ Nhĩ Kỳ. Dân số thời điểm năm 2010 là 901 người.